# Rasa Budbergytė
Rasa Budbergytė (ur. 8 maja 1960 w Płungianach) – litewska prawniczka, polityk i urzędnik państwowy, w latach 2005–2010 kontroler państwowy, audytor w Europejskim Trybunale Obrachunkowym, w 2016 minister finansów, posłanka na Sejm Republiki Litewskiej.

## Życiorys
W 1983 ukończyła studia prawnicze na Uniwersytecie Wileńskim. Do 1985 kierowała jednym z wydziałów w administracji miejskiej Mariampolu, następnie zatrudniona w litewskim ministerstwie zabezpieczenia społecznego. W latach 1992–1993 była doradcą w resorcie zajmującym się współpracą gospodarczą, po czym w 1993 pełniła funkcję doradcy premiera. Przez kolejne cztery lata praktykowała jako radca prawny w prywatnym przedsiębiorstwie. Od 1997 do 2005 była asystentem w katedrze prawa pracy macierzystej uczelni.
W 1997 powróciła do administracji rządowej, do 1998 była sekretarzem ministerstwa sprawiedliwości, a następnie do 2000 wiceministrem w tym resorcie. Od 2001 do 2002 zajmowała stanowisko zastępcy sekretarza ministerstwa spraw wewnętrznych, zaś w latach 2002–2005 była sekretarzem MSW. W latach 2005–2010 jako kontroler państwowy kierowała Urzędem Kontroli Państwowej Republiki Litewskiej. Od 2008 do 2010 pełniła funkcję wiceprzewodniczącej Europejskiej Organizacji Najwyższych Organów Kontroli. W 2010 powołana jako przedstawicielka Litwy w skład Europejskiego Trybunału Obrachunkowego, zasiadała w tej instytucji do końca sześcioletniej kadencji w 2016.
Związała się następnie z Litewską Partią Socjaldemokratyczną. W czerwcu 2016 mianowana ministrem finansów w rządzie Algirdasa Butkevičiusa. Zastąpiła na tym stanowisku Rimantasa Šadžiusa, nowego litewskiego audytora w ETO. W wyborach w tym samym roku z ramienia socjaldemokratów uzyskała mandat poselski. W grudniu 2016 zakończyła pełnienie funkcji ministra. Z powodzeniem ubiegała się o poselską reelekcję w 2020 i 2024.

## Odznaczenia
Odznaczona Krzyżem Komandorskim Orderu Wielkiego Księcia Giedymina.